# Phare de Sherwood Point
Le phare de Sherwood Point (en anglais : Sherwood Point Light), est un phare du lac Michigan situé sur le côté ouest de l'entrée nord de Sturgeon Bay (en), près de la ville d'Idlewild (en) dans le comté de Door, Wisconsin.
Ce phare est inscrit au Registre national des lieux historiques depuis le 19 juillet 1984 sous le no 84003663.

## Historique
Ce phare a été mis en service en 1883 pour marquer l'entrée ouest de la Sturgeon Bay (en). Il a été automatisé en 1983 et était le dernier phare muni d'un personnel en résidence.
Sa lentille de Fresnel d'origine de quatrième ordre a été enlevée en 2002 pour être exposée dans une réplique de lanterne au Musée maritime du Comté de Door. La maison des gardiens sert maintenant de résidence de vacances pour le personnel de la Garde Côtière.

## Description
Le phare  est une tour carrée en brique de 11 m de haut, avec une galerie et une lanterne, attachée à une maison de gardien. La tour est peinte en blanc et le toit de la maison et de la lanternes sont rouges.
Son feu isophase émet, à une hauteur focale de 18,5 m, un long éclat blanc de 3 secondes par période de 6 secondes. Sa portée est de 15 milles nautiques (environ 28 km).

## Caractéristiques dufeu maritime
Fréquence : 6 secondes (W)
- Lumière : 3 secondes
- Obscurité : 3 secondes

Identifiant : ARLHS : USA-754 ; USCG : 7-22000 .

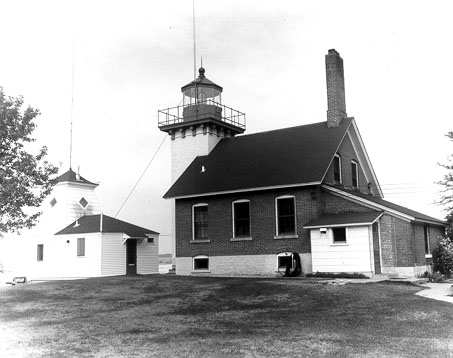
Le phare (photo USCG)
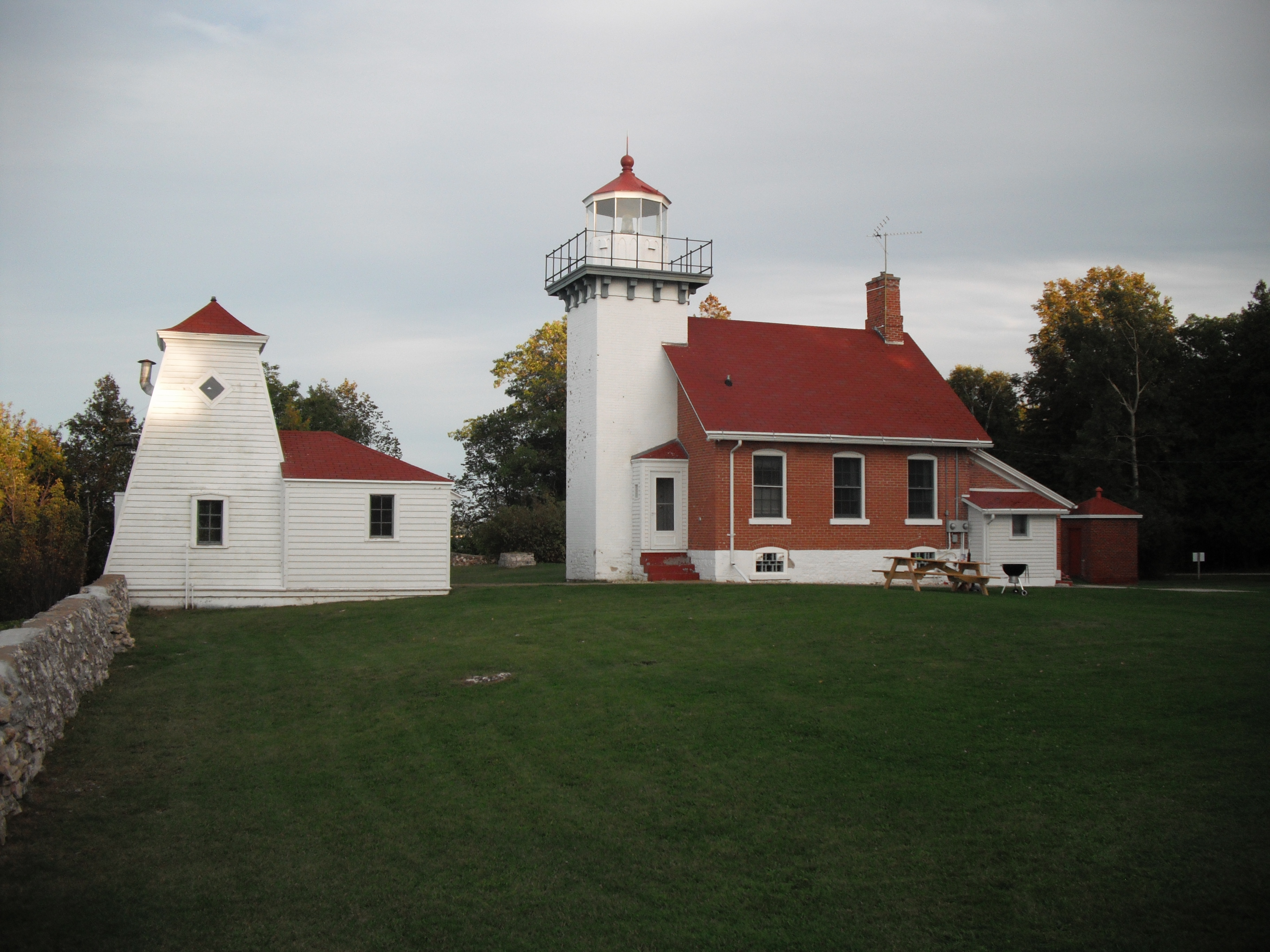
Le phare actuellement